# 博福尔昂瓦莱
博福尔昂瓦莱（法語：Beaufort-en-Vallée，法語發音：[bofɔʁ ɑ̃ vale] ⓘ）是法国曼恩-卢瓦尔省的一个旧市镇，属于索米尔区。2016年1月1日，博福尔昂瓦莱和相邻的热村合并为新市鎮安茹地区博福尔，博福尔昂瓦莱为政府驻地。

## 地理
博福尔昂瓦莱（47°26'22"N, 0°12'56"W）面积35.66 平方千米，位于法国卢瓦尔河地区大区曼恩-卢瓦尔省，该省份为法国西部内陆省份，大致对应安茹地区，北起顺时针与马耶讷省、萨尔特省、安德尔-卢瓦尔省、维埃纳省、德塞夫勒省、旺代省、大西洋卢瓦尔省和伊勒-维莱讷省接壤。
博福尔昂瓦莱的时区为UTC+01:00、UTC+02:00（夏令时）。

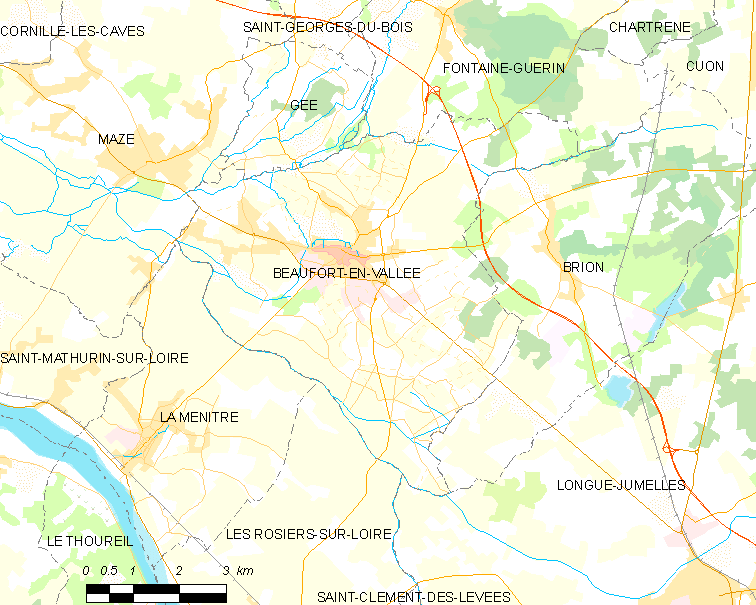
博福尔昂瓦莱的OSM定位图

## 行政
博福尔昂瓦莱的邮政编码为49250，INSEE市镇编码为49021。

## 政治
博福尔昂瓦莱所属的省级选区为安茹地区博福尔县。

## 人口

1962-2008年间博福尔昂瓦莱人口变化图示

博福尔昂瓦莱于2018年1月1日时的人口数量为6682人。